# 小川真由美
小川真由美（日语：／ Ogawa Mayumi，1939年12月11日—），原名写法为，女，日本演员。曾获得日本電影學院獎最佳女配角、電影旬報十佳獎最佳女配角等奖项。